# Остяки
Остяки́ — историческое и ныне неофициальное русскоязычное название ряда коренных народов Западной Сибири, обнаруживающих сходства в материальной культуре и относящихся к уральской и енисейской языковым семьям. К ним относятся:
- Южные и северные селькупы. Исключительно в научном употреблении с 1840-х по 1930-е гг. имели хождение названия «остяко-самоеды» и «остяки-самоеды», но широкого распространения никогда не имели. Остяки — русскоязычное самоназвание и народное название южных селькупов повсеместно до 2000-х гг. и частично в настоящее время (начало XXI в.)[1][2].
- Енисейские остяки: кеты, юги.
- Ханты.